# Bulbothrix klementii
Bulbothrix klementii är en lavart som beskrevs av Hale. Bulbothrix klementii ingår i släktet Bulbothrix och familjen Parmeliaceae.   Inga underarter finns listade i Catalogue of Life.